# Барокові замки в Славонії
Барокові замки в Словенії — низка будинків заможних дворянських родин, збудовані у 17-19 століттях у стилі бароко.

## Історичний контекст
Починаючи з 17 століття, Славонія знаходилась між чотирма річками: Дравою, Дунаєм, Савою та Іловою. Протягом 17 століття була поділена на верхню та нижню (турецьку) Славонію. Потім Славонія починає ділитися на Верхню (Slavonia superior), на захід від річки Ілова аж до Хорватського Загір'я, та на Нижню або турецьку Славонію на схід від річки Ілова. Для Верхньої Славонії назва Хорватія поступово прижилася, тоді як Нижня Славонія залишилася під назвою, під якою ми її знаємо сьогодні, Славонія. Визволення Славонії розпочалось у 1683 р. після перемоги Австрії над турками під Віднем.
З початку 18 століття Славонія почала здобувати подвійну владу: цивільну та військову. Незабаром у зоні цивільного чи заборонного уряду почали створюватися численні феодальні маєтки. Власниками цих маєтків були як іноземні, так і вітчизняні дворяни.
Після вигнання турків доводилося відновити садиби та врегулювати відносини, як це було до турецької окупації. Але знатних родин майже не було. Старі аристократичні сім'ї, що володіли маєтками в Славонії, були переміщені або вимерли, а їх аристократичні будівлі часто руйнувалися. Через надзвичайно погану ситуацію віденський суд стверджував, що Славонія була звільнена імператорською армією, і тому правитель мав у своєму розпорядженні всю землю. Оскільки ніхто не хотів купувати таку пустельну землю, імператорський двір став дарувати маєтки як пожертву Церкві. Усі слов'янські садиби у 18-19 століттях були відносно великими, але вони були значно меншими, ніж садиби в Банській Хорватії. Наприкінці XIX століття іноземній знаті, переважно німцям та угорцям, належало більше половини загальної площі садиб.
Другим поділом був поділ відповідно до того, чи маєток належав імператорському двору, церкві чи світським лордам, таким як лорди та знатні родини, що було найпоширенішим випадком. Новітня знать була сформована після 1806 р. до кінця Першої світової війни і була поділена на австрійську та угорсько-хорватську. Цей титул був отриманий королівським пожертвом як нагорода за заслуги в обороні короля та батьківщини.

### Будівництво в Славонії
В основному замки будували поза поселеннями. Це були великі маєтки з господарськими будівлями та пишними садами і парками. Призначення кожного замку визначало його зовнішній вигляд та внутрішнє планування. Використані бароковіі елементи: оздоблені декоративні фасади, імпозантні сходи, урочисто прикрашені зали тощо.
Курії були в архітектурному відношенні скромнішими будівлями, ніж замки, вони були будинками нижчої та селянської знаті, пасторів чи каноніків. Вони часто були центром якоїсь садиби.
Протягом 18 століття в районі сьогоднішньої Славонії було зведено багато замків та садиб у стилі бароко.
Славонія характеризується середньовічною архітектурною спадщиною та численними укріпленими феодальними містами, деякі з яких були розширені та перетворені на замки. Найважливішими елементами оборони були вежа помітної висоти та рів, яким вони були оточені. На початку XVI століття, і особливо після битви під Мохачем 1526 року, були побудовані військові укріплення та замки, найчастіше квадратного плану з вежами по кутах та внутрішнім двориком посередині. У 17-18 століттях архітектура часів турецької окупації була зруйнована і побудовані нові церкви, монастирі та замки.
Після поразки турків під Віднем у 1683 р. та після звільнення Славонії і вигнання турків на південь від річки Сави, наприкінці 17 — початку 18 ст. розпочалося будівництво замків та садиб Хорватія. Славонія на той час стала великим будівельним майданчиком, але перш за все скромними особняками та замками. Власниками феодальних маєтків у 18 столітті були переважно іноземці, які не мешкали у Славонії, тому їм не були потрібні представницькі замки.

## Найважливіші замки та садиби у Славонії

### Мисливський замок принца Євгена Савойського в Біле біля Осієка
Після перемоги над турками Євген Савойський побудував у Білє замок у стилі стилі бароко, який є рідкісним прикладом замку з ровом. Він був побудований в період з 1707 по 1712 рік, тобто в першу половину 17 століття, як мисливський замок. Його побудував австрійський архітектор Йоганн Лукас фон Хільдебрандт, який також працював над замком Бельведер у Відні для того самого замовника. Останнє оновлення замку відбулось у 1974 році, і сьогодні в ньому розміщується Адміністрація Державного закладу Природний парк Копацький Ріт.

### Замок Ельц у Вуковарі
Графи Ельц, які належать до німецької знаті, потрапили у володіння садиби Вуковар у 1736 році. Будівництво замку розпочав власник граф Анцельмо Казимир Ельц на місці старої садиби. У своєму первісному вигляді замок був побудований між 1749 і 1751 роками як садиба бароко-раннього класицизму. Вже в 1781 році було здійснено перше велике розширення замку, а остаточний вигляд замок отримав у кінці 19 — на початку 20 століття, перетворившись таким чином із скромної садиби на репрезентативний замок. Розкішні фасади в необароковому стилі в епоху пізнього історизму (1895—1907) зробив віденський архітектор Віктор Сідек. Потім було модернізовано центральну частину замку, зроблено ризаліт на трьох рівнях, що надавало попередній простій формі будівлі гідний і більш урочистий вигляд.
Замок має L-подібний план підлоги і складається з двох прямокутних крил. Основна частина замку має подвійний ряд кімнат, з'єднаних між собою центральним довгим і вузьким коридором. Сходи розташовані вздовж вуличного фасаду, посередині плану поверху замку. Основні фасади мають симетричну форму з 19 віконними зонами, з розділовим карнизом між першим та другим поверхом, а також пілястрами між вікнами та фасадними прикрасами над вікнами першого поверху. Центральна частина замку спроектована і двоповерхова, а решта замку одноповерхова.

### Замок Туркович у Кутєво
Ще в 13 столітті (1232) цистерціанці заснували монастир на місці сьогоднішнього замку. Після вигнання турків король Леопольд I у 1700 році надав маєток єзуїтам, які збудували там свій комплекс між 1721 і 1735 роками. Побудовано церкву, резиденцію та господарські споруди.
Планування замку було визначено раніше цистерціанським монастирем. Складається з трикрилого замку, церкви та старих середньовічних стін, поруч з якими розташовувались допоміжні будівлі та невелика кругла вежа.
Резиденція єзуїтів має П-подібний план поверху і мала три рівні: перший поверх, другий та горище. У коридорі, який розташований на першому поверсі з боку внутрішнього дворика будівлі, є кімнати з вікнами на зовнішні фасади. До замку входили через вхід (браму) посередині головного південного крила, а на західному крилі також був вхід. Головною залою нагорі була трапезна.
Головний фасад має симетричну форму з 11 віконними отворами. Він має яскраво виражений центральний еркер у формі вежі та підкреслені кутові виступи. Фасад цистерціанського монастиря у місті Сіто у Франції вважається зразком для такого фасаду.
Наприкінці XIX століття перед головним фасадом був невеликий парк, який був зруйнований у 1918 році, коли замок був зруйнований.

### Замок Прандау-Норманн у Вальпово
Сьогоднішній замок у Вальпово був побудований у першій половині 18 століття шляхом реконструкції та добудови середньовічної фортеці. Частини зовнішніх валів, фундаментів та стін каплиці пізньої готики, круглої оборонної вежі, побудованої на початку 15 століття, збереглися.
Основний план форту у формі неправильного видовженого трикутника та зовнішніх стін товщиною в кілька метрів диктував усі пізніші зміни і залишався майже повністю збереженим до наших днів.
Протягом першої половини XVIII століття барони Прандау, нові власники садиби, відновили пошкоджений форт, а на залишках південного крила збудували монументальний бароковий парадний палац із у центрі виступаючою вежею. Палац в стилі бароко постраждав внаслідок пожежі в 1801 році, після чого він був відбудований в дусі бароко — класицизму.
Комплекс сьогоднішнього замку складається із середньовічної вежі, бічних барокових крил, що спираються на середньовічні вали, придворної каплиці, внутрішнього дворика та парадного палацу пізнього бароко-класицизму.
Від замку на південь розповсюджується просторий ландшафтний парк, який є одним з найцінніших історичних парків континентальної Хорватії.

### Замок Одескальчі в Ілоці
Ще в XV столітті Ілок був власністю бана Ніколи Ілочки. Після звільнення король Леопольд I подарував місто Ілок римському принцу Лівію I Одескалчі 30 липня 1697 року.
У сьогоднішньому замку князів Одескалчі, який був побудований протягом 18-19 століть, частини стін середньовічного замку, які вже були відбудовані турками. Замок служив князям Одескалчі як літня резиденція. 1721 рік згадується як рік будівництва. Через реконструкцію протягом 19 століття від барокового вигляду замку залишилось дуже мало, але барокові риси все ще присутні — аркади на фасаді та план підлоги трикрилого будинку. Під час другої реконструкції (1839 р.) надбудовано другий поверх, і замок набуває теперішнього вигляду. Останній капітальний ремонт замку відбувся в 1889 році і надав замку історичного вигляду.
Замок в Ілоку — це двоповерхова будівля. На першому поверсі — вузький довгий коридор із відкритими аркадами на фасаді внутрішнього дворика, сходи в центрі та п'ять кімнат поспіль, з вікнами на південний фасад. Кімнати на першому та на другому поверсі склепінчасті, а на другому поверсі замку плоска стеля.
Поруч із замком в Ілоці в 18 столітті був сад, а з кінця 19 століття парк.

### Замок Естерхазі в Дарді
У 1749 році королева Марія Терезія подарувала садибу родині Естерхазі. Родина володіла замком протягом століття, а в 1842 році його продали родині Шаумбург-Ліппе. Замок Естерхазі об'єднує барокову концепцію плану поверху, яка характерна під час будівництва, але фасади також мають риси класицизму. Вважається, що він був побудований до 1745 року.
Замок у Дарді — це одноповерхова трикрила споруда площею 1700 квадратних метрів. У центрі головного фасаду на трьох рівних аркадах лежить засклений дерев'яний притвор, що закінчується класицистичним трикутним фронтоном. До замку також є під'їзд. Бічні крила замку прості, а у дворі вони продовжуються у прибудовах на першому поверсі.

### Пеячевич / Замок Шаумбург-Ліппе у Віровітіці
Коли Марія-Терезія прийшла до влади, садиба Віровітика потрапила у володіння феодала Марка Пеячевича, і через його нащадків його змінив Антун Пеячевич, який наприкінці свого життя зруйнував будинок та розпочав будівництво нового замку на місце середньовічного. Замок добудував його син, якого також називали Антуном, у 1804 році. У 1841 році замок був проданий князівській родині Шаумбург-Ліппе, яка переробила замок Пеячевича, а потім отримала нинішній вигляд неокласики або бароко-класицизму
Замок складається з однієї будівлі з центральною проєкцією. На лицьовій стороні ризаліту є сходи, а на подвір'ї — головний зал та альтанка. У нижній частині проїзд. З боків також є два менш виражені ризаліти.
Як і у Версалі та інших європейських замках, головний фасад виходить на панівну вісь бароко. Замок і парк Пеячевич все ще знаходяться в центрі Віровітиці і належать до категорії найкрасивіших культурно-історичних пам'яток.

### Замок Пеячевич у Нашіце
Ще в 1734 році маєток Нашіце був викуплений графами Пеячевичами і утримувався до 1945 року. Замок Пеячевич був побудований між 1811 і 1812 роками. Замок був прямокутним у плані, з дев'ятьма віконними отворами на південному фасаді входу. Центральну частину замку, три віконні осі завширшки, підсвічували більші вікна та альтанка, підперта чотирма масивними стовпами з трьома арками. Зовнішній вигляд замку був повністю змінений у січні 1865 р., коли план поверху був збільшений так, що північному та південному фасадам було надано тринадцять віконних прорізів, бокові виступи мали форму веж із куполоподібним дахом. а дах стає мансардним, і таким чином скромний бароковий замок стає репрезентативним замку пізнього бароко із багатим архітектурним орнаментом.
Мисливський або невеликий замок розташований у центрі парку. Він був побудований в епоху неокласицизму, близько 1905 року. Має форму видовженого прямокутника з центральними меншими та кутовими глибокими виступами, так що план землі схожий на літеру H.
Навколо замку знаходився парк, оформлений у французькому стилі, від якого стежки вели до великого парку, який оточував і з'єднував два замки. Великий парк з рисами ландшафтних парків, ймовірно, сформувався під час великої реставрації замку. У другій половині XIX століття парк був розширений на північ, до поверхні природного лісу, де було облаштоване озеро з острівцем, а потім парк набув романтичних характеристик.

### Хіллепранд фон Прандау / Замок Майлат у Донжи-Мігольці
Замок у Донжи-Мігольці був побудований з двох частин, які складають унікальне ціле. Старіший замок був побудований в 1818 році вдовою барона Гіллепранда фон Прандау. Пізньобароковий замок на першому поверсі закінчується круглою декоративною вежею на південно-східному кутку замку.
Сім'я Майлатів отримала Донжі Міхоляц у 1885 році, одружившись з родиною Прандау. Будівництво нового замку розпочалось у 1903 році після візиту імператора Франциска Йосифа до Донжи-Міголяча. Він побудований в англійському стилі Тюдор, який рясніє численними вежами, мансардними вікнами, а також просторими терасами та балконами. Замок Майлат — один із останніх, побудованих у Славонії в дусі мисливського замку. У 1930 році граф продав замок та маєтки родини Шлезінгерів, які залишалися його власниками до 1941 року.

## Список барокових замків та садиб у Славонії
- Замок Янковіча в Даруварі
- Мисливський замок принца Євгена Савойського в Біле біля Осієка
- Замок Ельц у Вуковарі
- Замок Туркович у Кутєво
- Замок Прандау-Норманн у Вальпово
- Замок Одескальчі в Ілоці
- Замок Естерхазі в Дарді
- Пеячевич / Замок Шаумбург-Ліппе у Віровітіці
- Замок Пеячевич у Нашіце
- Хіллепранд фон Прандау / Замок Майлат у Донжи-Міголяці
- Замок Черник в муніципалітеті Черник
- Курія Михаловича у Феричанцях
- Фортеця Брод у м. Славонський Брод
- Замок у Кнежево
- Каптольська канонічна курія в Дяково
- Замок Госсо-Шандор-Хуен у Нуштарі